# Coronel Oviedo
Coronel Oviedo is een stad en een gemeente (in Paraguay un distrito genoemd). Het is de hoofdstad van het departement Caaguazú en heeft 120.000 inwoners. Het ligt op een belangrijk kruispunt van wegen in het centrum van het land.
Sinds 1976 is Coronel Oviedo de zetel van een rooms-katholiek bisdom.

## Geboren
- Nicanor Duarte (1956), president van Paraguay (2003-2008)